# Ampycella
Ampycella is een geslacht van hooiwagens uit de familie Gonyleptidae.
De wetenschappelijke naam Ampycella is voor het eerst geldig gepubliceerd door Roewer in 1929. 

## Soorten
Ampycella is monotypisch en omvat slechts de volgende soort:
- Ampycella spiniventris